# مهریه بی‌بی
مهریهٔ بی‌بی فیلمی ایرانی در ژانر کمدی محصول ۱۳۷۳ به نویسندگی حمیدرضا حافظی و احمد خداکریم و به کارگردانی اصغر هاشمی و بازیگری علیرضا خمسه، جهانبخش سلطانی و پروین دخت یزدانیان است. 

## داستان فیلم
«مهریه بی بی» داستان یک قطعه زمین متعلق به پیرزنی به نام «بی بی» است که از شوهرش به او ارث رسیده است. از طرفی دیگر، داماد او با مشکل مالی روبه رو می شود و برای خلاصی از این مشکل، تصمیم دارد دخترش کوکب را به عقد یک مرد مسن درآورد. زمانی که بی بی از این ماجرا باخبر  می شود برای نجات نوه اش از یک ازدواج تحمیلی، تصمیم می گیرد قطعه زمین خود را بفروشد، اما او نمی داند که این موضوع طمع بنگاه داران و دلالان زمین را زیاد می کند و همه برای به چنگ آوردن این قطعه زمین در تلاش هستند تا اینکه ... 